# Betriebssportgemeinschaft Chemie Leipzig 2020-2021
Questa voce raccoglie le informazioni riguardanti la Betriebssportgemeinschaft Chemie Leipzig nelle competizioni ufficiali della stagione 2020-2021.

## Stagione
Nella stagione 2020-2021 il Chemie Lipsia, allenato da Miroslav Jagatic, concluse il campionato di Regionalliga nordest al 3º posto.

## Rosa
| N. |                     | Ruolo | Calciatore         |
| -- | ------------------- | ----- | ------------------ |
| 1  | Germania (bandiera) | P     | Benjamin Bellot    |
| 3  | Germania (bandiera) | D     | Stefan Karau       |
| 4  | Germania (bandiera) | D     | Manuel Wajer       |
| 5  | Germania (bandiera) | D     | Björn Nikolajewski |
| 6  | Germania (bandiera) | C     | Andy Wendschuch    |
| 7  | Germania (bandiera) | C     | Alexander Bury     |
| 8  | Germania (bandiera) | C     | Tarik Reinhard     |
| 9  | Germania (bandiera) | A     | Morgan Faßbender   |
| 11 | Germania (bandiera) | D     | Lucas Surek        |
| 13 | Germania (bandiera) | D     | Benjamin Schmidt   |
| 14 | Germania (bandiera) | A     | Stephané Mvibudulu |
| 17 | Germania (bandiera) | C     | Tom Gründling      |

| N. |                      | Ruolo | Calciatore         |
| -- | -------------------- | ----- | ------------------ |
| 17 | Rep. Ceca (bandiera) | A     | Tomáš Petráček     |
| 18 | Germania (bandiera)  | C     | Philipp Wendt      |
| 19 | Germania (bandiera)  | C     | Max Keßler         |
| 20 | Germania (bandiera)  | A     | Florian Kirstein   |
| 21 | Germania (bandiera)  | A     | Benjamin Luis      |
| 23 | Germania (bandiera)  | C     | Pascal Pannier     |
| 26 | Germania (bandiera)  | C     | Benjamin Boltze    |
| 27 | Germania (bandiera)  | C     | Florian Schmidt    |
| 28 | Germania (bandiera)  | D     | Burim Halili       |
| 29 | Germania (bandiera)  | D     | Tom Müller         |
| 31 | Canada (bandiera)    | P     | Julien Latendresse |
| 36 | Germania (bandiera)  | C     | Denny Krahl        |

## Organigramma societario
Area tecnica
- Allenatore: Miroslav Jagatic
- Allenatore in seconda: Christian Sobottka
- Preparatore dei portieri: Harald Bellot
- Preparatori atletici:
- Analisi video:

## Calciomercato

### Sessione estiva
| Acquisti | Acquisti           | Acquisti          | Acquisti |
| R.       | Nome               | da                | Modalità |
| -------- | ------------------ | ----------------- | -------- |
| D        | Lucas Surek        | Næstved           |          |
| D        | Tom Müller         | Halle U19         |          |
| A        | Stephané Mvibudulu | Lokomotive Lipsia |          |
| A        | Morgan Faßbender   | Göppinger SV      |          |
| A        | Benjamin Luis      | Eilenburg         |          |
| C        | Tarik Reinhard     | Meuselwitz        |          |

| Cessioni | Cessioni            | Cessioni            | Cessioni |
| R.       | Nome                | a                   | Modalità |
| -------- | ------------------- | ------------------- | -------- |
| D        | Sebastian Berg      | O. Neugersdorf      |          |
| C        | Marc Böttger        | Eilenburg           |          |
| C        | Raffael Cvijetković | Vikt. Aschaffenburg |          |
| D        | Abdallah El-Haibi   | Berliner AK 07      |          |
| C        | Leo Felgenträger    | VfB 1921 Krieschow  |          |
| A        | Tommy Kind          | VfL Halle 1896      |          |
| D        | Valentino Schubert  | VfB Merseburg       |          |

## Risultati

### Regionalliga nordest

#### Girone di andata
| Arbitro: | Wartmann |

|                                           |           |            |
| Petráček 40’ Mvibudulu 45’ Wendschuch 83’ | Marcatori | 90’ Brumme |

| Arbitro: | Markhoff |

|            |           |                                        |
| Çakmak 56’ | Marcatori | 36’ Halili 42’ Faßbender 80’ Mvibudulu |

| Arbitro: | Müller |

|               |           |            |
| Mvibudulu 80’ | Marcatori | 53’ Kiprit |

| Berlino 1º settembre 2020, ore 17:30 CEST 4ª giornata | Lichtenberg 47 | 0 – 0 referto | Chemie Lipsia | HOWOGE-Arena (585 spett.)\| Arbitro: \| Köppen \| |
| Arbitro:                                              | Köppen         |               |               |                                                   |

| Lipsia 5 settembre 2020, ore 16:00 CEST 5ª giornata | Chemie Lipsia | 0 – 0 referto | Berliner AK 07 | Alfred-Kunze-Sportpark (2 000 spett.)\| Arbitro: \| Lämmchen \| |
| Arbitro:                                            | Lämmchen      |               |                |                                                                 |

| Arbitro: | Weisbach |

|          |           |                                             |
| Ernst 2’ | Marcatori | 7’, 76’ Bury 44’ Nikolajewski 78’ Mvibudulu |

| Arbitro: | Hagemann |

|  |           |                       |
|  | Marcatori | 17’ Verkamp 90’ Düzel |

| Arbitro: | Lossius |

|                                  |           |                    |
| Kapp 33’ Hovi 64’ (rig.) Küc 80’ | Marcatori | 90’ Surek 90’ Luis |

| Arbitro: | Ostrin |

|                             |           |  |
| Wendschuch 19’ Petráček 22’ | Marcatori |  |

| Arbitro: | Wartmann |

|  |           |                        |
|  | Marcatori | 13’ Mvibudulu 89’ Bury |

| Arbitro: | Kohnert |

|                                                         |           |            |
| Halili 13’ Faßbender 15’, 35’, 44’ (rig.) Mvibudulu 53’ | Marcatori | 77’ Huenig |

| Arbitro: | Wilske |

|                        |           |               |
| Twardzik 29’ Kowal 45’ | Marcatori | 52’ Faßbender |

| Arbitro: | Klemm |

|                            |           |  |
| Kirstein 55’ Mvibudulu 63’ | Marcatori |  |

| 8 novembre 2020, ore CET 14ª giornata | Babelsberg | – non disputata | Chemie Lipsia |  |

| 21 novembre 2020, ore CET 15ª giornata | Chemie Lipsia | – non disputata | Optik Rathenow |  |

| 29 novembre 2020, ore CET 16ª giornata | Union Fürstenwalde | – non disputata | Chemie Lipsia |  |

| 6 dicembre 2020, ore CET 17ª giornata | Chemie Lipsia | – non disputata | Energie Cottbus |  |

| 13 dicembre 2020, ore CET 18ª giornata | Chemie Lipsia | – non disputata | Lokomotive Lipsia |  |

| 20 dicembre 2020, ore CET 19ª giornata | Altglienicke | – non disputata | Chemie Lipsia |  |

#### Girone di ritorno
| 24 gennaio 2021, ore CET 20ª giornata | BFC Dynamo | – non disputata | Chemie Lipsia |  |

| 31 gennaio 2021, ore CET 21ª giornata | Chemie Lipsia | – non disputata | TeBe Berlino |  |

| 7 febbraio 2021, ore CET 22ª giornata | Hertha Berlino II | – non disputata | Chemie Lipsia |  |

| 14 febbraio 2021, ore CET 23ª giornata | Chemie Lipsia | – non disputata | Lichtenberg 47 |  |

| 21 febbraio 2021, ore CET 24ª giornata | Berliner AK 07 | – non disputata | Chemie Lipsia |  |

| 28 febbraio 2021, ore CET 25ª giornata | Chemie Lipsia | – non disputata | Meuselwitz |  |

| 7 marzo 2021, ore CET 26ª giornata | Carl Zeiss Jena | – non disputata | Chemie Lipsia |  |

| 14 marzo 2021, ore CET 27ª giornata | Chemie Lipsia | – non disputata | Viktoria Berlino |  |

| 21 marzo 2021, ore CET 28ª giornata | Luckenwalde | – non disputata | Chemie Lipsia |  |

| 4 aprile 2021, ore CEST 29ª giornata | Chemie Lipsia | – non disputata | VfB Auerbach |  |

| 11 aprile 2021, ore CEST 30ª giornata | Bischofswerdaer | – non disputata | Chemie Lipsia |  |

| 18 aprile 2021, ore CEST 31ª giornata | Chemie Lipsia | – non disputata | Germania Halberstadt |  |

| 25 aprile 2021, ore CEST 32ª giornata | Chemnitz | – non disputata | Chemie Lipsia |  |

| 2 maggio 2021, ore CEST 33ª giornata | Chemie Lipsia | – non disputata | Babelsberg |  |

| 9 maggio 2021, ore CEST 34ª giornata | Optik Rathenow | – non disputata | Chemie Lipsia |  |

| 16 maggio 2021, ore CEST 35ª giornata | Chemie Lipsia | – non disputata | Union Fürstenwalde |  |

| 30 maggio 2021, ore CEST 36ª giornata | Energie Cottbus | – non disputata | Chemie Lipsia |  |

| 6 giugno 2021, ore CEST 37ª giornata | Lokomotive Lipsia | – non disputata | Chemie Lipsia |  |

| 13 giugno 2021, ore CEST 38ª giornata | Chemie Lipsia | – non disputata | Altglienicke |  |

## Statistiche

### Statistiche di squadra
| Competizione | Punti | In casa | In casa | In casa | In casa | In casa | In casa | In trasferta | In trasferta | In trasferta | In trasferta | In trasferta | In trasferta | Totale | Totale | Totale | Totale | Totale | Totale | DR  |
| Competizione | Punti | G       | V       | N       | P       | Gf      | Gs      | G            | V            | N            | P            | Gf           | Gs           | G      | V      | N      | P      | Gf     | Gs     | DR  |
| ------------ | ----- | ------- | ------- | ------- | ------- | ------- | ------- | ------------ | ------------ | ------------ | ------------ | ------------ | ------------ | ------ | ------ | ------ | ------ | ------ | ------ | --- |
| Regionalliga | 24    | 7       | 4       | 2       | 1       | 13      | 5       | 6            | 3            | 1            | 2            | 12           | 7            | 13     | 7      | 3      | 3      | 25     | 12     | +13 |
| Totale       | 24    | 7       | 4       | 2       | 1       | 13      | 5       | 6            | 3            | 1            | 2            | 12           | 7            | 13     | 7      | 3      | 3      | 25     | 12     | +13 |

### Andamento in campionato
| Giornata  | 1 | 2 | 3 | 4 | 5 | 6 | 7 | 8 | 9 | 10 | 11 | 12 | 13 | 14 | 15 | 16 | 17 | 18 | 19 | 20 | 21 | 22 | 23 | 24 | 25 | 26 | 27 | 28 | 29 | 30 | 31 | 32 | 33 | 34 | 35 | 36 | 37 | 38 |
| --------- | - | - | - | - | - | - | - | - | - | -- | -- | -- | -- | -- | -- | -- | -- | -- | -- | -- | -- | -- | -- | -- | -- | -- | -- | -- | -- | -- | -- | -- | -- | -- | -- | -- | -- | -- |
| Luogo     | C | T | C | T | C | T | C | T | C | T  | C  | T  | C  | T  | C  | T  | C  | C  | T  | T  | C  | T  | C  | T  | C  | T  | C  | T  | C  | T  | C  | T  | C  | T  | C  | T  | T  | C  |
| Risultato | V | V | N | N | N | V | P | P | V | V  | V  | P  | V  |    |    |    |    |    |    |    |    |    |    |    |    |    |    |    |    |    |    |    |    |    |    |    |    |    |
| Posizione | 1 | 1 | 3 | 4 | 4 | 3 | 5 | 6 | 4 | 4  | 4  | 4  | 3  | 3  | 3  | 3  | 3  | 3  | 3  | 3  | 3  | 3  | 3  | 3  | 3  | 3  | 3  | 3  | 3  | 3  | 3  | 3  | 3  | 3  | 3  | 3  | 3  | 3  |

Legenda:

Luogo: C = Casa; T = Trasferta. Risultato: V = Vittoria; N = Pareggio; P = Sconfitta.

### Statistiche dei giocatori
| B. Bellot       | 13 | 0 | 1 | 0 |
| B. Boltze       | 9  | 0 | 2 | 0 |
| A. Bury         | 9  | 3 | 1 | 1 |
| M. Faßbender    | 12 | 5 | 1 | 0 |
| T. Gründling    | 0  | 0 | 0 | 0 |
| B. Halili       | 13 | 2 | 0 | 0 |
| S. Karau        | 13 | 0 | 3 | 0 |
| M. Keßler       | 9  | 0 | 0 | 0 |
| F. Kirstein     | 13 | 1 | 0 | 0 |
| D. Krahl        | 0  | 0 | 0 | 0 |
| J. Latendresse  | 0  | 0 | 0 | 0 |
| B. Luis         | 13 | 1 | 2 | 0 |
| S. Mvibudulu    | 13 | 7 | 0 | 0 |
| T. Müller       | 3  | 0 | 2 | 0 |
| B. Nikolajewski | 10 | 1 | 2 | 0 |
| P. Pannier      | 0  | 0 | 0 | 0 |
| T. Petráček     | 11 | 2 | 1 | 0 |
| T. Reinhard     | 8  | 0 | 0 | 0 |
| B. Schmidt      | 7  | 0 | 0 | 0 |
| F. Schmidt      | 5  | 0 | 1 | 0 |
| L. Surek        | 11 | 1 | 2 | 0 |
| M. Wajer        | 11 | 0 | 1 | 0 |
| A. Wendschuch   | 13 | 2 | 3 | 0 |
| P. Wendt        | 5  | 0 | 1 | 0 |